# 奧托·克雷奇默
奧托·克雷奇默 （德語：Otto Kretschmer，1912年5月1日—1998年8月5日）是一名纳粹德国海军U型潜艇指挥官，后来成为联邦德国海军指挥官。从1939年9月到1941年3月期间，他一共击沉了47艘船只，总吨位达274,333吨，此數字一直到二戰結束均未被打破，僅就总吨位而言，他是有史以來最高的，他也因此获得宝剑橡叶骑士铁十字勋章。1941年，他被英國军隊俘虏，戰后被释放。第二次世界大战结束后他又进入了联邦德国海军，最后於1970年以海军准将军衔退役。

## 传记

### 战前生涯
奥托出生在莱格尼察附近的一个小村庄（Heidau，二战后划分给了波兰），17岁时曾在英国待过8个月，並在那里学会了英语。1930年4月他加入了国家海军，在经过军官课程训练以及3个月的训练船生涯后他成为了海军官校生，然后他又在轻巡洋舰埃姆登号上服役了一年；1932年下半年他在测绘船上服役，1936年转入潜艇部队服役，1937年他第一次获得指挥权，成为了U-35号的舰长。他的第一个任务是在西班牙内战期间巡逻西班牙海岸线。

### 二战
二战爆发后，奥托指挥着II级潜艇U-23号潜艇巡逻北海以及英国海岸线。1940年1月他在英国马里郡附近的海面上布设水雷，获得了第一个战果，一开始英国还以为这是水雷造成的损失。一个月后U-23号又击沉了一艘1300吨的英国驱逐舰勇敢號。同年6月，奥托更换了更先进的VII级潜艇U-99号。
奥托通常在夜间攻击护航船队，当攻击单独的船只时，他往往浮上水面只发射一条鱼雷，再用潜艇的火炮辅助攻击。因此他有一句格言“一枚鱼雷……一艘船”。1940年11月至12月期间的巡航是他最辉煌的战斗之一，他一共击沉了4万6千吨的船只。11月3日至4日的这个晚上，他先是在爱尔兰以西250英里的地方击伤了一艘5000吨的货船，接着又击沉两艘万吨级的武装货轮。12月2日他击沉了另一艘武装货轮，当时这艘船正准备加入护航舰队OB-251。
奥托在攻击的时候极为认真，当狼群战术开发出来以前攻击落单船只的时候，他把烈酒和毛毯扔到失事船只的救生船上，同时指出到最近陆地的航线。在1940年9月的一次巡逻中，他还在大西洋上救助了一位被潜艇击沉船只的幸存船员，当时他只套了一个救生圈。奥托把他接到潜艇上，在下一次攻击后又把他安置到失事船只的救生船上。
在1941年的最后一次巡逻中，奥托击沉了超过10艘船只。1941年3月17日，在攻击护航舰队HX-112时，他遭受了来自驱逐舰步行者號的深水炸弹攻击。奥托浮上水面，结果遭受英舰打击。U-99号损失了三名船员，剩下的人和奥托都投降了。奥托要求步行者号给船员提供帮助，尽可能救助潜艇中的乘员，同时协助船员爬上驱逐舰放下的救生网。和奥托一同进攻HX-112船队的U-100号潜艇被范諾克號驅逐艦撞沉。指挥官約阿希姆·施普克葬身大海，他是橡叶骑士铁十字勋章的获得者，也是奥托的好友。。

### 战俘及战后生涯
奥托被俘虏后还曾和英国军官们一起玩桥牌，后来他被关进了位于加拿大的英军鲍曼维尔战俘营，在那里他还努力搜集战时情报并发回了德国。德国曾经组织过一次行动营救行动试图把他从战俘营内救出，但是行动以失败告终。1947年11月，他被英国释放返回了德国。
1955年他重返德国联邦海军，先是在1957年成为了第一护航舰队的指挥官，然后在1958年担任两栖舰队指挥官。1962年进入北约，1965年5月成为北约波罗的海舰队司令。在这个位置上他待了4年，到1970年时他以海军准将的军衔退役。
1998年夏天，奥托在巴伐利亚度假时发生了意外，后来在医院里逝世。